# Lê Minh Hiền (chính khách)
Lê Minh Hiền (sinh ngày 21 tháng 7 năm 1963) là một nữ chính trị gia người Việt Nam. Bà từng là đại biểu Quốc hội Việt Nam khóa XIII nhiệm kì 2011-2016 thuộc đoàn đại biểu tỉnh Khánh Hòa, Phó Trưởng đoàn chuyên trách Đoàn ĐBQH khóa XIII tỉnh Khánh Hòa, Ủy viên Ủy ban Pháp luật của Quốc hội khóa XIII.

## Xuất thân
Bà sinh ngày 21 tháng 7 năm 1963, người dân tộc Kinh, không theo tôn giáo nào. Bà có quê quán ở xã Đức Lân, huyện Mộ Đức, tỉnh Quảng Ngãi.

## Giáo dục
Bà có trình độ học vấn là Cử nhân Luật, Cử nhân Chính trị.
Bà có trình độ lí luận chính trị là Cử nhân chính trị.

## Sự nghiệp
Bà gia nhập Đảng Cộng sản Việt Nam vào ngày 6/1/1993.
Bà từng là Đại biểu Quốc hội Việt Nam khóa XII nhiệm kì 2007-2011.
Bà là Đại biểu Quốc hội Việt Nam khóa XIII nhiệm kì 2011-2016 thuộc đoàn đại biểu tỉnh Khánh Hòa, đồng thời là Tỉnh ủy viên, Phó Trưởng đoàn chuyên trách Đoàn ĐBQH khóa XIII tỉnh Khánh Hòa, Ủy viên Ủy ban Pháp luật của Quốc hội khóa XIII (Đại biểu chuyên trách: Địa phương), làm việc ở Văn phòng Đoàn Đại biểu Quốc hội và Hội đồng nhân dân tỉnh Khánh Hòa, Số 1 Trần Phú, Nha Trang, Khánh Hòa.